# Gamma Indi
Désignations
Gamma Indi (en abrégé γ Ind) est une étoile de la constellation australe de l'Indien. Elle est tout juste visible à l'œil nu dans un ciel préservé de la pollution lumineuse avec une magnitude apparente de 6,08. L'étoile présente une parallaxe annuelle de 15,19 ± 0,03 mas mesurée par le satellite Gaia, ce qui signifie qu'elle est distante de 65,83 ± 0,11 pc (∼215 al) de la Terre. Elle s'éloigne du Soleil à une vitesse radiale de +10 km/s.
Gamma Indi est classée soit comme une étoile géante lumineuse jaune-blanc de type spectral F2/3 II, soit comme une géante jaune-blanc de type spectral F1 III. L'étoile est âgée de 1,4 milliard d'années et est 1,72 fois plus massive que le Soleil. Son rayon est environ 2,5 fois plus grand que celui du Soleil et elle est 12,5 fois plus lumineuse que lui. Sa température de surface est de 7 100 K.
Benjamin Apthorp Gould, dans son Uranometria Argentina paru en 1879, note que la luminosité de l'étoile est peut-être variable. Cependant, les observations ultérieures n'ont pas permis de confirmer cette variabilité et la magnitude de Gamma Indi est désormais considérée comme stable.